# Agathocle
Agathocle ist die letzte Tragödie in fünf Aufzügen von Voltaire. Das Stück wurde von dem 84-jährigen Autor 1777 direkt im Anschluss an die Tragödie Irène verfasst und nach einer privaten Aufführung in Ferney 1777 zum ersten Todestag des Autors in Paris öffentlich uraufgeführt.

## Handlung
Die Handlung spielt auf einem Platz in Syrakus zwischen dem Palast des Tyrannen Agathocle (Agathokles) und der Ruine des Tempels der Ceres.
Akt 1
Zwischen Syrakus und Karthago soll ein Frieden geschlossen werden. Der punische Krieger Ydasan hasst Syrakus und Agathocle, denn er hat in dem langjährigen Krieg zwei Söhne verloren, nur seine Tochter Ydace, die sich in syrakusischer Gefangenschaft befindet, ist ihm geblieben. Er will sie auslösen. – Die beiden Söhne des Tyrannen, Polycrate und Argide, sind von Grund auf verschieden: Polycrate ist ein „despotisches Monster“, der tapfere Argide dagegen von selbstloser Menschlichkeit. Beide aber begehren Ydace.
Akt 2
Der Frieden mit Karthago ist bereits erklärt und alle Syrakuser sind zurückgegeben, Ydasan aber bemüht sich immer noch um die Freilassung seiner Tochter. Da Agathocle zu einem Gespräch mit dem Punier nicht bereit ist, muss dieser mit Polycrate Vorlieb nehmen, der aber lässt ihn gleich aus seinem Blickfeld entfernen. Unter seinen Söhnen bevorzugt der Tyrann Polycrate, das Volk steht auf der Seite Argides. Dieser stellt Ydace unter seinen Schutz auf die Gefahr für sein eigenes Leben hin. Er lässt sie – ohne ein Lösegeld zu fordern – frei und gibt Anweisung, dass man sie nach Karthago zurückbringe. – Sie bittet die Götter nicht zu gestatten, dass ihr Herz Argide liebe.
Akt 3
Am Hafen aber ergreift sie Polycrate – zum Entsetzen des Volkes. Sein Bruder stellt sich ihm mutig entgegen, Polycrate zieht seinen Dolch, wird aber im Zweikampf getötet. Von dem Tod seines Sohnes zutieftst getroffen lässt Agathocle Argide arrestieren und gibt Anweisung, dass Ydasan und seine Tochter in Ketten gelegt werden. Auf die Vorwürfe seines Vaters hin beteuert Argide, er habe nur sein Leben verteidigt.
Akt 4
Der Tyrann befiehlt seinen Soldaten seinen Sohn zu töten. Die Priesterin der Cérès setzt sich dafür ein, sein Leben zu erhalten. Agathocle erfährt von seinem Berater Elpénor den Tathergang.
Akt 5
Argide, von Wachen umgeben, wartet auf seinen Tod. Ydace ist nun zur Hochzeit mit ihm bereit und ihr Vater führt die Eheschließung durch. Überraschend erkennt Agathocle die Motive Argides an, führt den Kult der Göttin Ceres wieder ein und gibt seinem Sohn die Regentschaft über Syrakus. Argide bekennt sich als Schüler Platons, der dessen Gesetzen folgen werde, schenkt dem Volk die Freiheit und stellt dessen Herrschaft wieder her.

## Zeitgenössische Rezeption
Die Aufführung des Agathocle erregte nach dem Tod Voltaires nur wenig Aufsehen und wurde von der Kritik kaum aufgenommen. In der Werkausgabe Kehl wird ihre skizzenhafte Ausführung betont.

## Aufführungen
Voltaires Agathocle wurde erstmals öffentlich zum ersten Todestag des Autors am 31. Mai 1779 in der Comédie-Française aufgeführt. Vor der Aufführung verlas der Schauspieler Jean Baptiste Brisard einen von Jean-Baptiste le Rond d’Alembert verfassten Discours, prononcé avant la première Representation d'Agathocle, der dem Abdruck der Tragödie in der Kehler Werkausgabe vorangestellt wurde. Eine private Aufführung in Voltaires privatem Theater in Ferney ging im September 1777 voraus. Die Tragödie Agathocle wurde nach vier Aufführungen vom Spielplan gesetzt.

## Drucklegung
Die Tragödie Agathocle wurde erstmals im sechsten Band der Werkausgabe Kehl abgedruckt. Separate Drucke der Zeit sind nicht bekannt.

## Erste Ausgaben
- Agathocle, in den Oeuvres Completes de Voltaire, Kehl, 1784, Band 6,  S. 337–393.

## Belege
1. ↑  Vgl. Voltaire. Œuvres complètes 7. Théâtre – Tome sixième. Paris 1877, p. 387–430. Manuel Couvreur: Irène, in: Dictionnaire Voltaire, Hachette Livre, 1994, S. 16f.